# Paralogisticus
Paralogisticus is een kevergeslacht uit de familie van de boktorren (Cerambycidae). De wetenschappelijke naam van het geslacht werd voor het eerst geldig gepubliceerd in 2006 door Vives.

## Soorten
Paralogisticus omvat de volgende soorten:
- Paralogisticus drumonti Vives, 2006
- Paralogisticus pauliani Vives, 2006